# Stanislas Ratel
Stanislas Ratel (20. března 1824 Paříž – 30. srpna 1904 Saint-Hilaire-le-Châtel) byl francouzský inženýr a průkopník fotografie.

## Životopis
Syn legitimistického právníka Omera Ratela, člena La Congrégation a starosty Saint-Hilaire-le-Châtel Žili v Château de Mauregard, a Clémentine Brad, Stanislas Ratel studoval v Paříži na Stanislas College. Našel v sobě vášeň pro daguerrotypii. Ve spolupráci se svým budoucím švagrem Charlesem-Isidorem Choiselatem vytvořil v letech 1841 až 1849 četné daguerrotypie krajin vytvořených na jihu Francie (Arles arenas, přístav Toulon, arény Nîmes, atd.).
Po absolvování pařížské báňské školy se stal inženýrem železniční společnosti Orléans a v roce 1848 se usadil v Tours.
V roce 1850 se oženil se sestrou Charles-Isidore Choiselat, Marie Ange Zoë Choiselat, tehdy ve věku 27 let . V roce 1856 byl jmenován rytířem Čestné legie.
Se svými přáteli Léonem Papinem Dupontem a Pèdrem Moisantem se pustil do projektu nalezení hrobky svatého Martina z Tours a přestavby baziliky na jejím místě, aby se znovu nastolil jeho kult.
Majitel Grattesacských farem a lesa v Courgeon, v Orne, částečně financoval nákup křížové cesty pro kostel Courgeon a na poděkování božské Prozřetelnosti nechal na svém pozemku v Grattesaku postavit Kalvárii.
Stanislas Ratel zemřel 30. srpna 1904 ve věku 80. let.
Autorova díla jsou uložena v Bièvres ve Francouzském muzeu fotografie a v Paříži v muzeu Carnavalet a v muzeu Orsay.

## Galerie

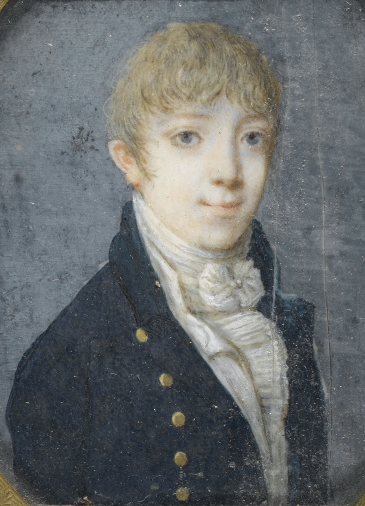
Anonym, Portrét Stanislase Ratela ve věku čtrnácti let, Paříž, Muzeum Orsay.
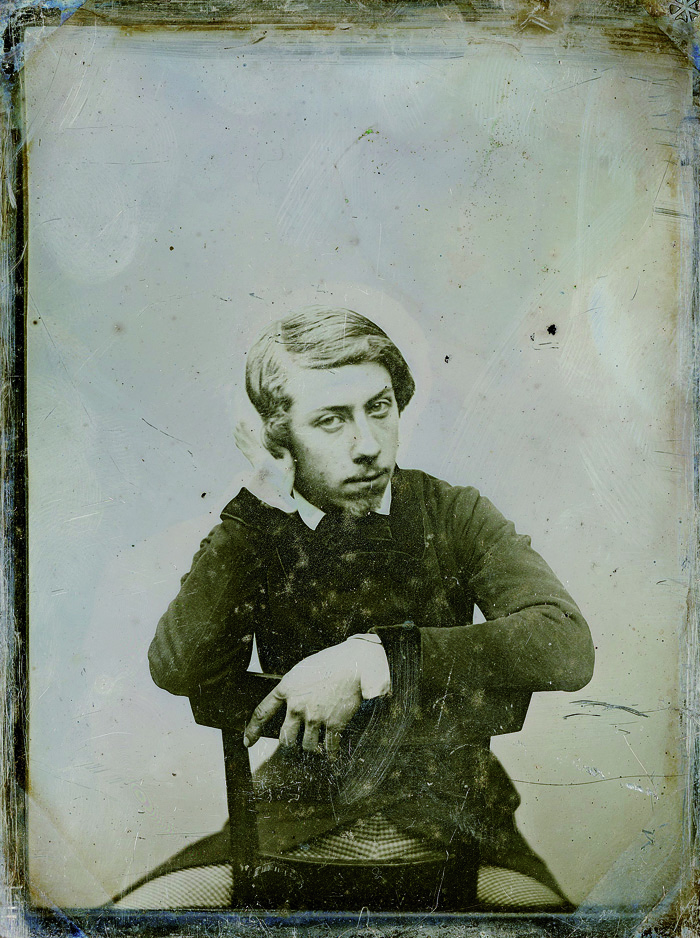
Stanislav Ratel: Autoportrét (kolem 1843), misto neznámé
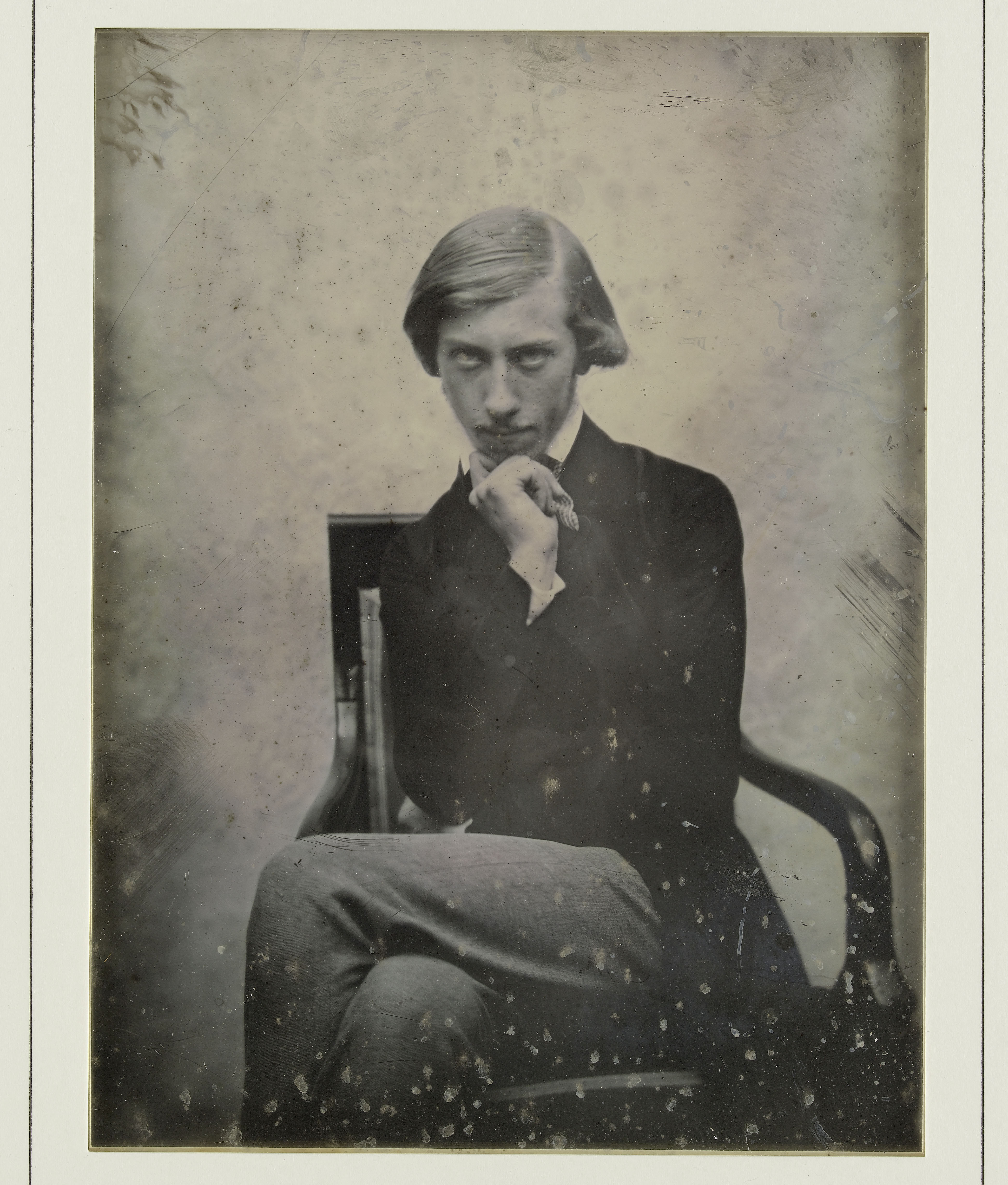
Autoportrét
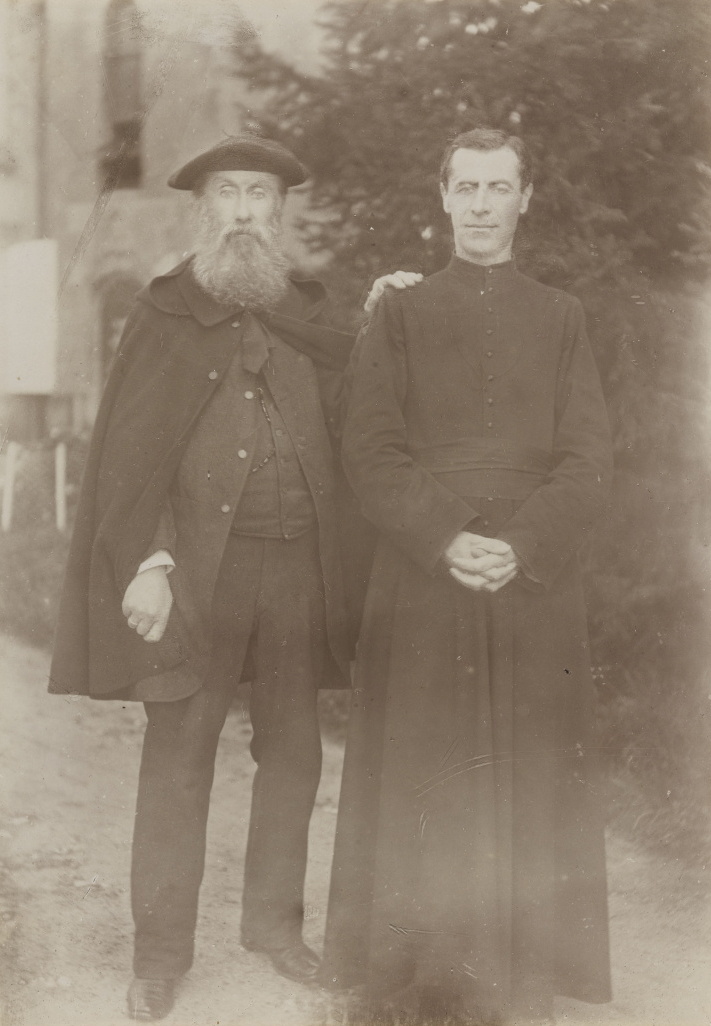
Stanislas Ratel se synem
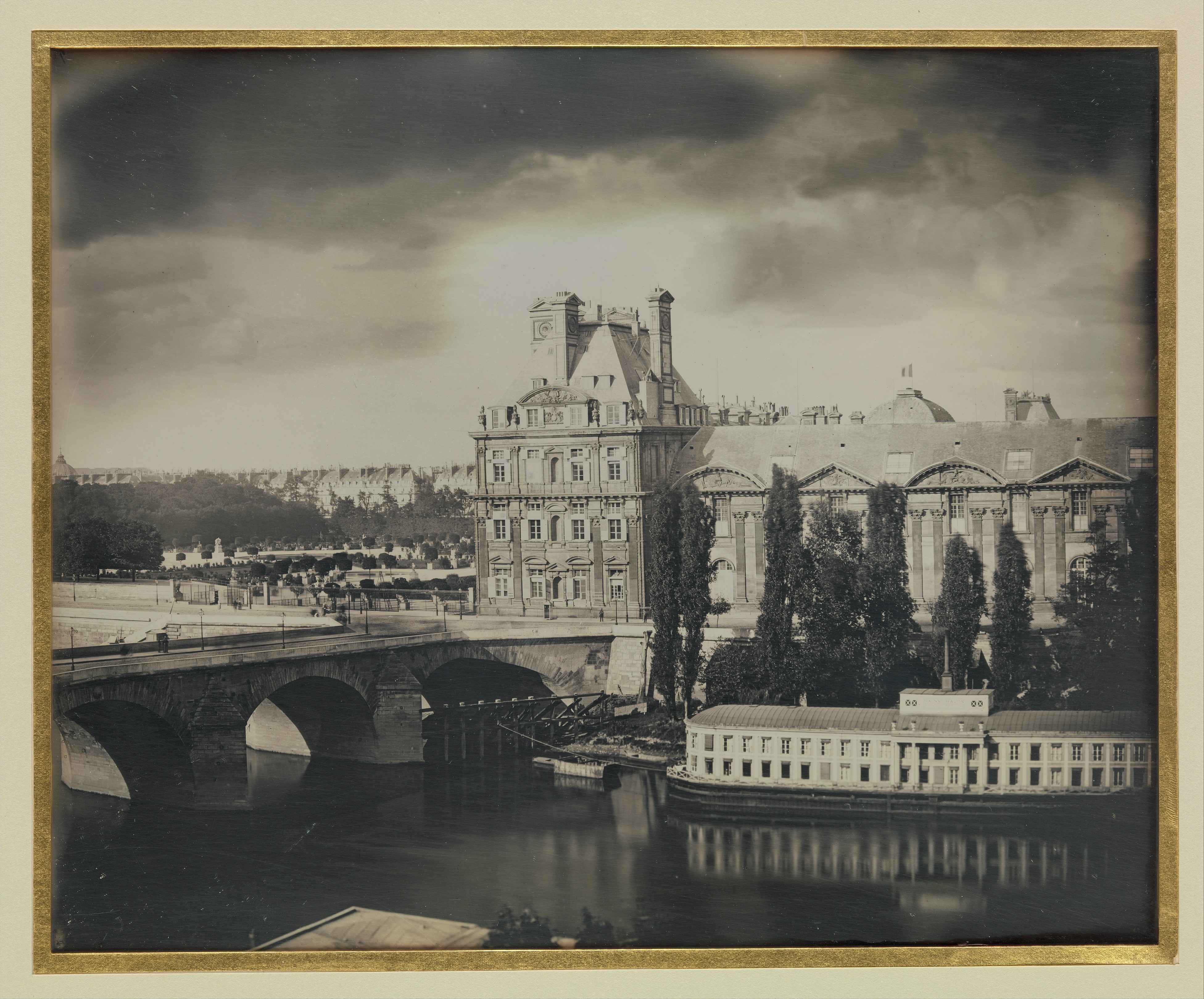
Pavillon de Flore and the Tuileries Gardens
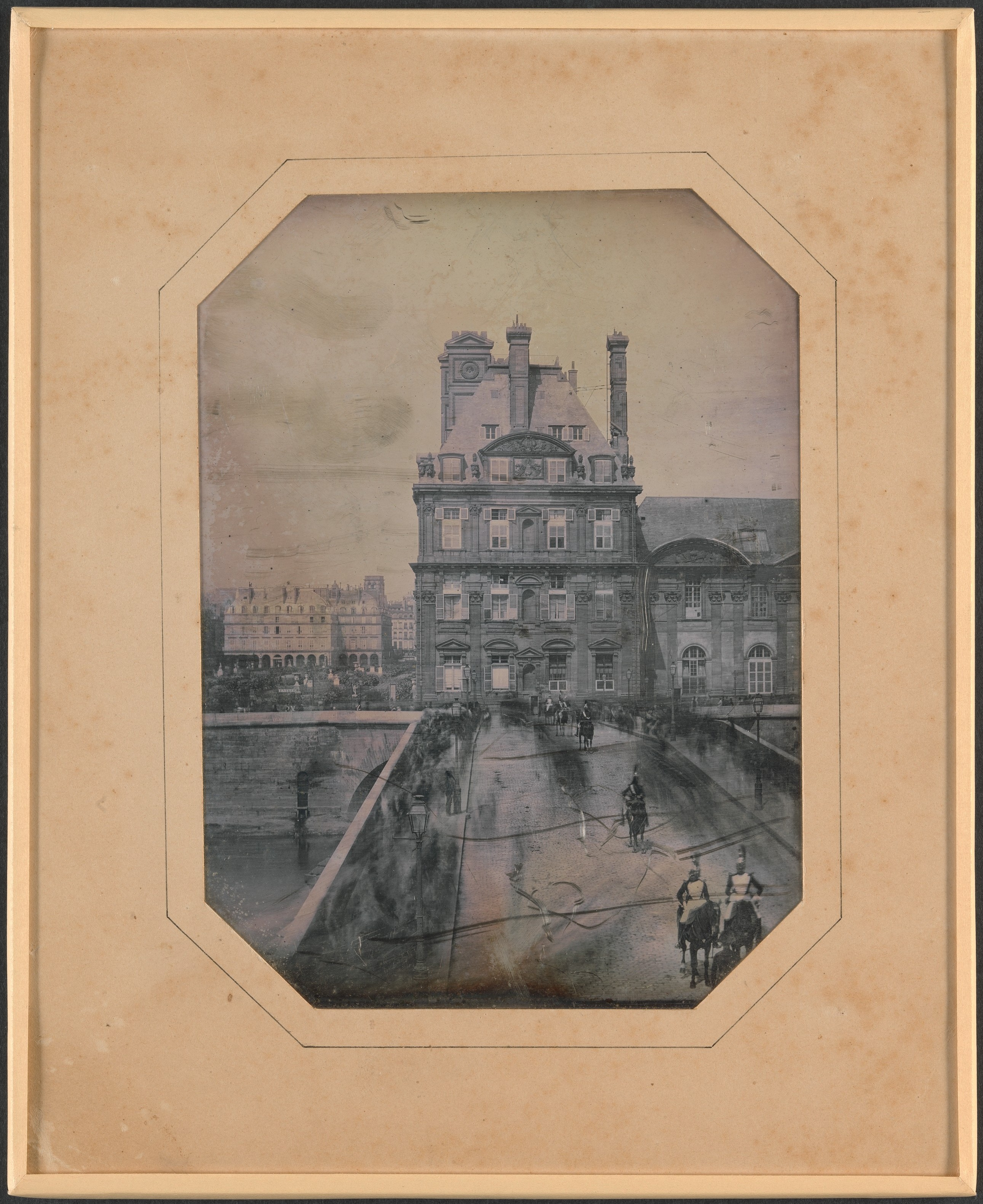
Défilé sur le Pont-Royal
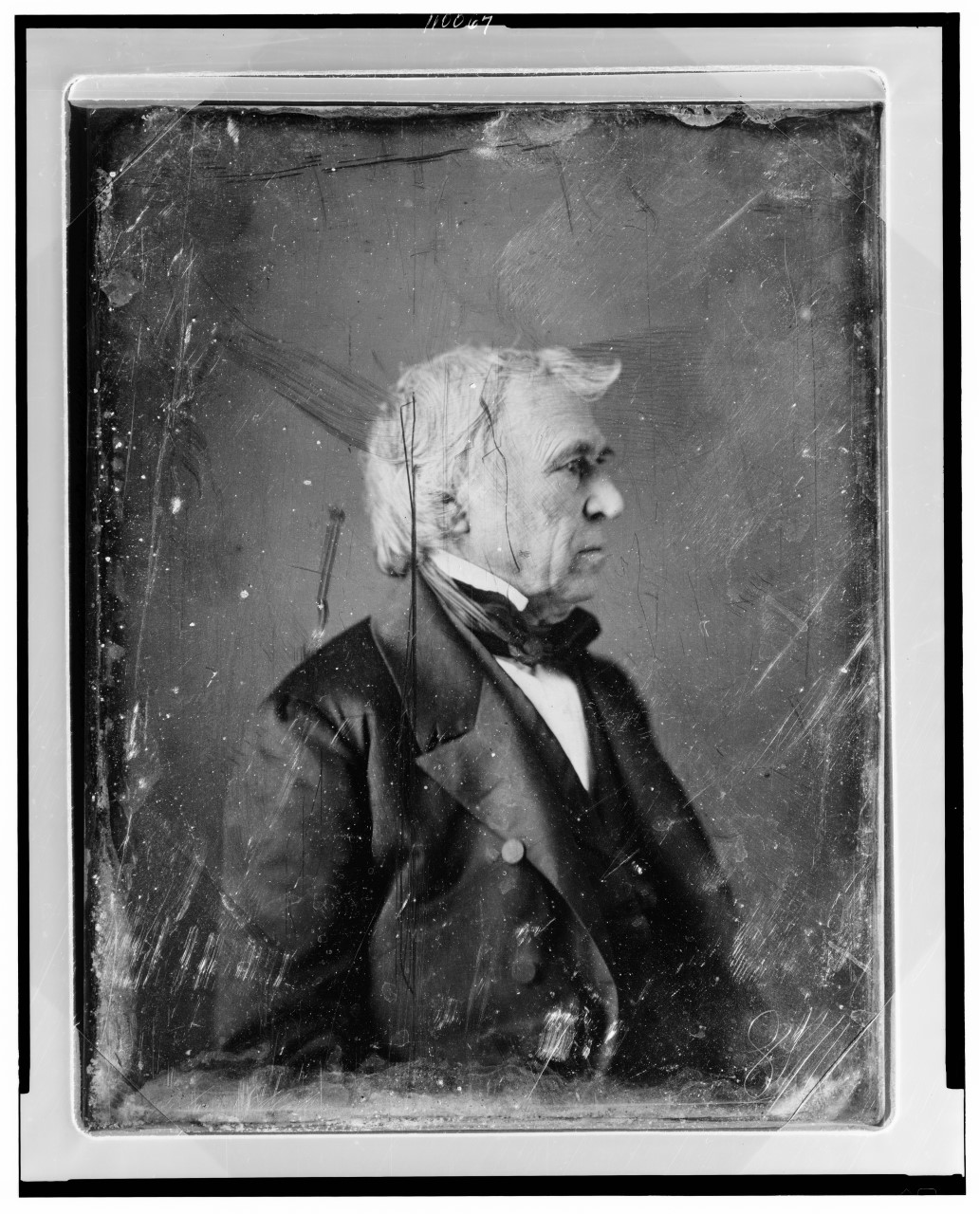
Louis Bourgeois
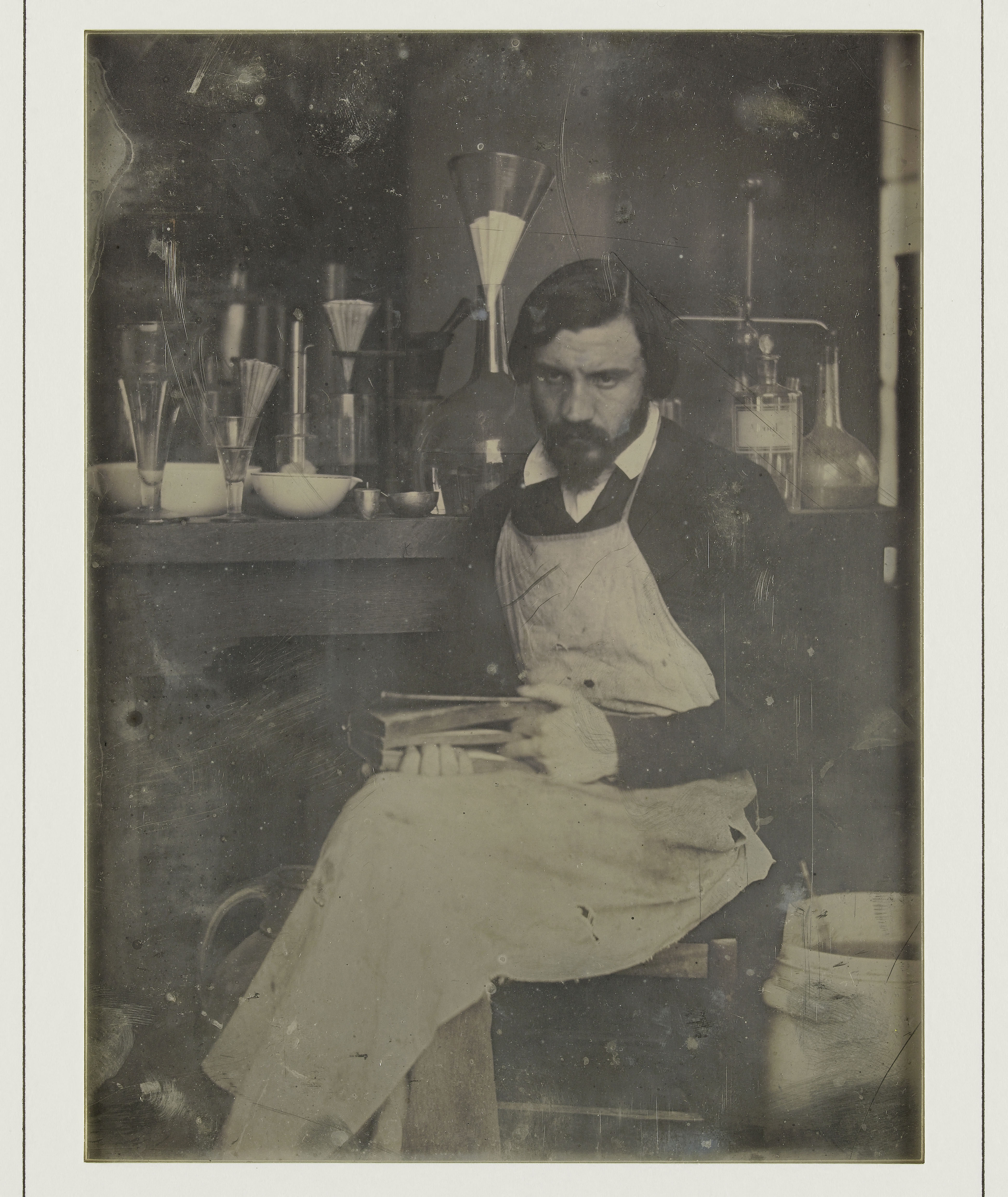
Marie-Charles-Isidore Choiselat
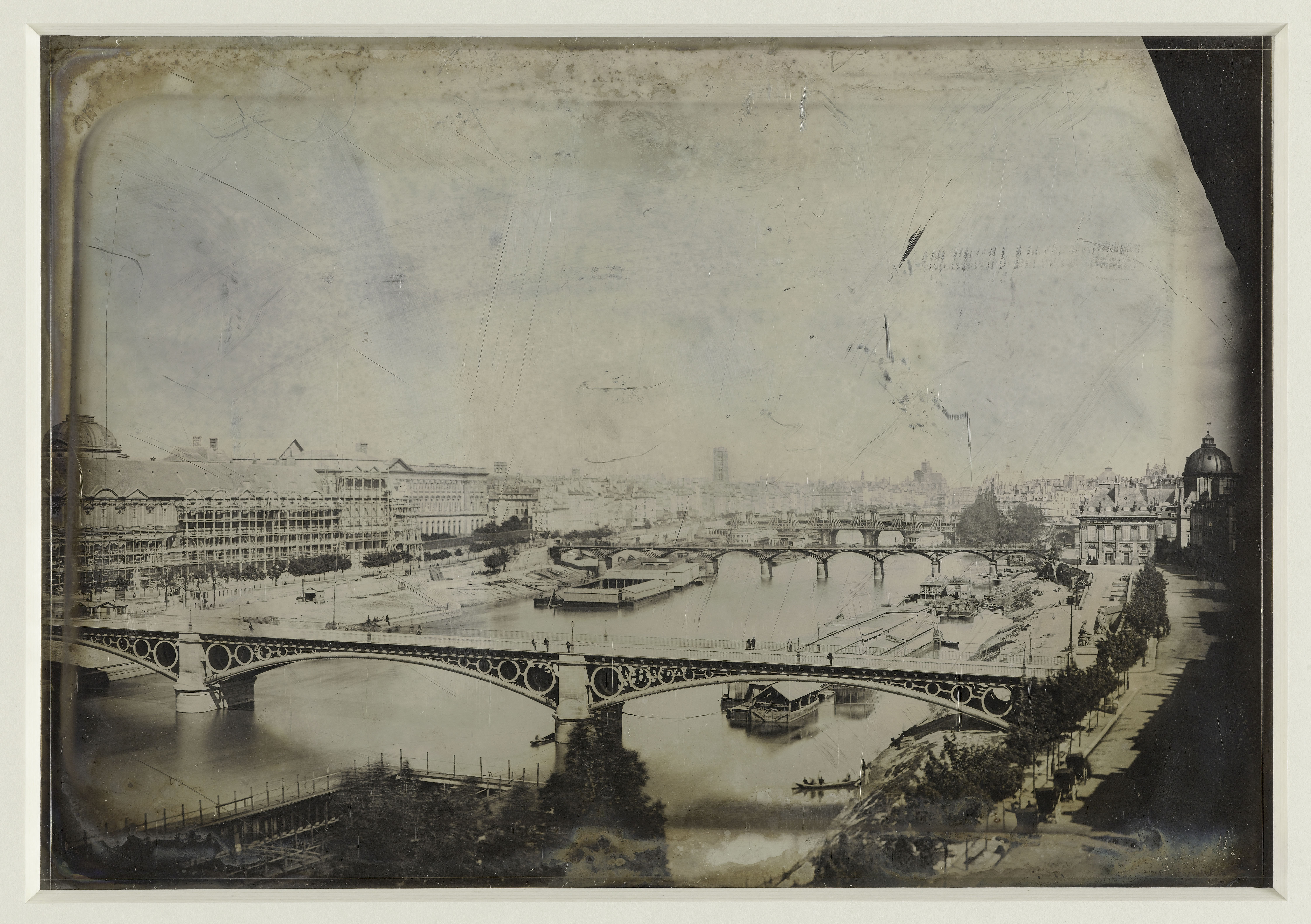
Le Louvre et les Berges de la Seine, vue en direction du Pont-Neuf
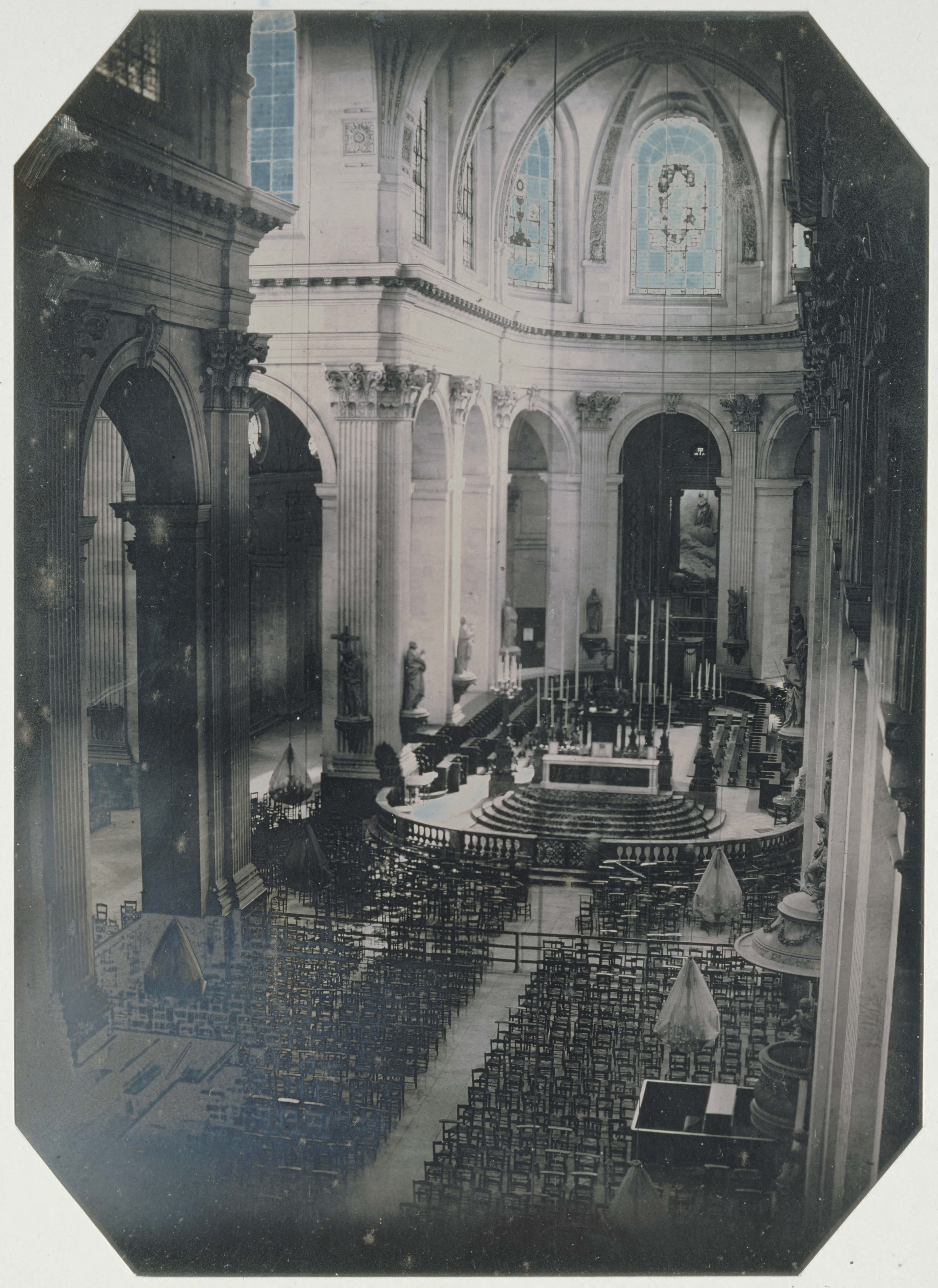
Intérieur de l'église Saint-Sulpice, 6ème arrondissement
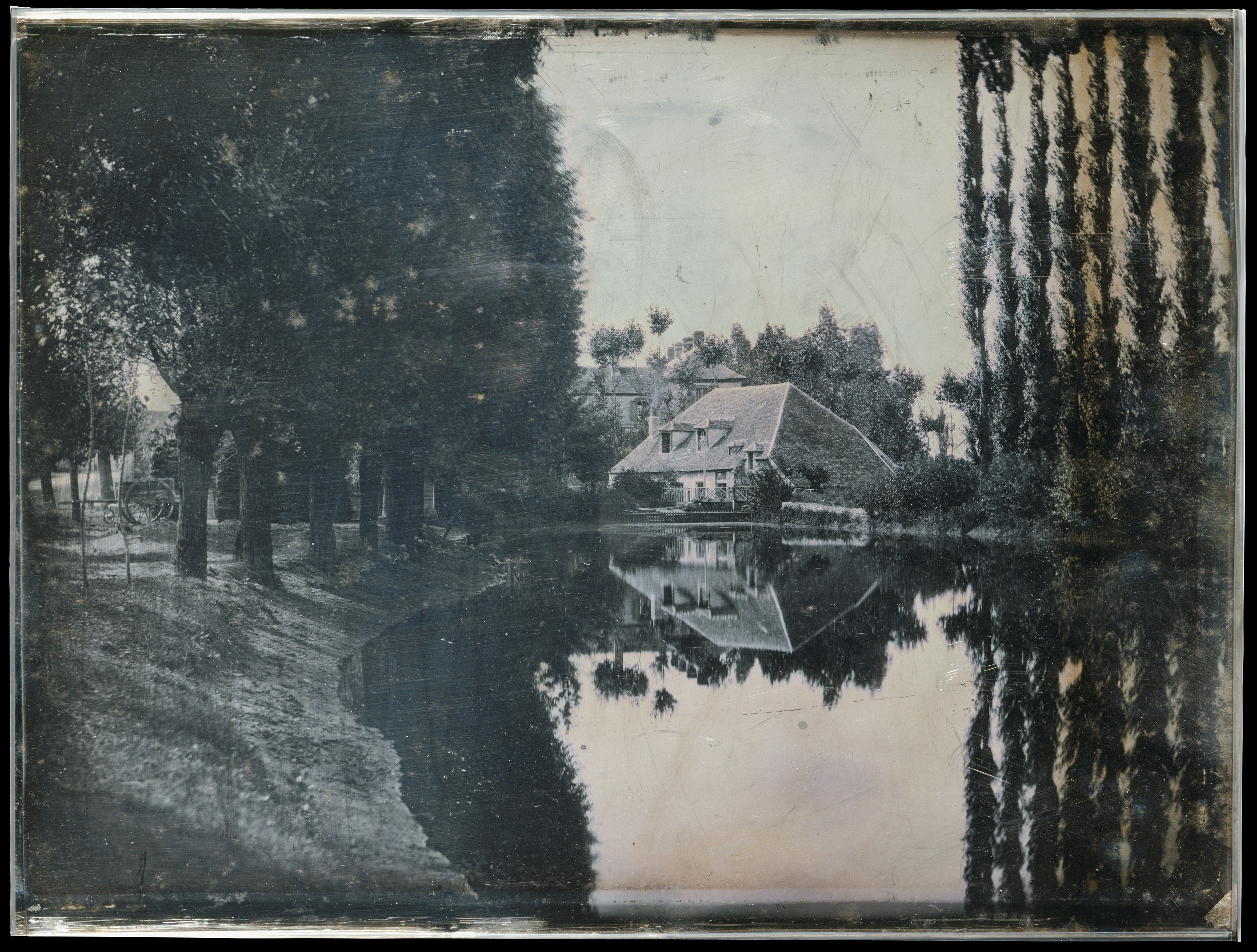
Krajina s chalupou